# Kali Ongala
Kali Ongala, född 31 augusti 1979 i London, är en tanzanisk fotbollsspelare som sedan 2007 tillhör GIF Sundsvall, men 2010 lånades ut till Umeå FC. Han är son till den tanzaniske musikern Remmy Ongala.

## Klubbar
- Young Africans (moderklubb)
- Bradford City AFC
- Väsby United
- GIF Sundsvall (2007-2009)
- Umeå FC